# Grand Banks
A Grand Banks egy sor víz alatti fennsík Új-Fundland szigetétől délkeletre, az észak-amerikai kontinentális talapzaton.
Ezek a területek viszonylag sekélyek, 15 és 91 méter közötti mélységűek. A hideg Labrador-áramlat itt keveredik a Golf-áramlat meleg vizével, ami gyakran szélsőségesen ködös körülményeket okoz. Az újfundlandi Argentia település a legködösebb szárazföldi területek közé tartozik a Földön, az egy évre jutó ködös napok száma meghaladja a 200-at. (Összehasonlításképpen: Magyarországon a ködös napok száma évi 20–100 között változik.)
E vizek keveredése és az óceánfenék formája a tápanyagokat a felszínre emeli. Ezek a feltételek segítettek létrehozni a világ egyik leggazdagabb halászterületét. A halfajok közé tartozik az atlanti tőkehal, a kardhal, a foltos tőkehal, a kagylófélék közé pedig a fésűkagyló és a homár. A területen nagyszámú tengeri madárkolónia is él, mint például a szulák és a tengeri récék, valamint különböző tengeri emlősök, például fókák, delfinek és bálnák.
A 20. század végén a túlhalászás számos faj, különösen a tőkehalállomány összeomlását okozta, ami a Grand Banks halászatának 1992-es bezárásához vezetett.

## Fordítás
Ez a szócikk részben vagy egészben  a   Grand Banks of Newfoundland című angol Wikipédia-szócikk ezen változatának fordításán alapul.  Az eredeti cikk szerkesztőit annak laptörténete sorolja fel. Ez a jelzés csupán a megfogalmazás eredetét és a szerzői jogokat jelzi, nem szolgál a cikkben szereplő információk forrásmegjelöléseként.